# Waasland Wolves
De Waasland Wolves was een Belgisch American footballteam met als thuisbasis Sint-Gillis-Waas in de provincie Oost-Vlaanderen.  Het team werd in 2015 opgericht te Stekene en verhuisde in haar tweede seizoen, in 2016 naar Sint-Gillis-Waas.
Het team werd opgestart door ex-Ghent Gators Jonas Stevens en Jonas Claes. Later in de opstartfase vervoegde ex-Puurs Titans Kevin de Meulenaere de rangen. Met oog op expansie, betere infrastructuur en toekomst voor een jeugdwerking verhuisde het team naar buurgemeente Sint-Gillis-Waas waar zij infrastructuur en vaste accommodatie konden verkrijgen.  Kort daarna traden ook Jarno Franck en Kevin Berghman toe tot het bestuur.
Enkele jaren later vonden sommige spelers de werking te duur en wilden zij zelf het bestuur overnemen. Ondanks meerdere waarschuwingen dat de inschrijvingsprijs niet verlaagd kon worden, werd deze toch aangepast. Later dat jaar moest de club de werking stopzetten wegens financiële problemen.

## De club
Er waren vier leeftijdscategorieën spelersgroepen binnen de Waasland Wolves: Cubs (7j - 12j), Cadets (13j - 16j), Juniors (16j - 19j) en Seniors (+ 19j), die allen een Flag Football variant (non-contact) speelden. Zij behoorden met nog acht andere Vlaamse teams tot de Flemish Football League (FFL) conferentie in de Belgian Football League (BFL).

## Competitie
In het 2015 seizoen werden de Wolves van de competitie uitgesloten, doch speelden zij in juni 2016 op het einde van hun seizoen een oefenmatch tegen de Nederlandse naamgenoten Tilburg Wolves, dewelke de Waaslanders wonnen met 00 - 06.
In 2016 speelden de Wolves een volledige seizoen, maar eindigden op de laatste plaats. Zij gaven de laatste reguliere match forfait tegen de Izegem Tribes.

## Resultaten
- 2016: Vierde in de FAFL Divisie 2- competitie

Belgian Bowl

Gerelateerde onderwerpen: European Federation of American Football (EFAF) · American Football Bond Nederland · Tulip Bowl